# Trichogypsia incrustans
Trichogypsia incrustans är en svampdjursart som först beskrevs av Ernst Haeckel 1870.  Trichogypsia incrustans ingår i släktet Trichogypsia och familjen Trichogypsiidae. Inga underarter finns listade i Catalogue of Life.